# NGC 2456
NGC 2456 è una galassia ellittica situata nella costellazione della Lince, a una distanza di circa 359 milioni di anni luce dalla nostra Via Lattea.

## Scoperta
La galassia è stata scoperta il 10 febbraio 1831 dall'astronomo britannico John Herschel.